# Zawodoznawstwo
Zawodoznawstwo (inaczej wiedza o zawodach) – jedno z podstawowych pojęć pedagogiki pracy, jest też dziedziną socjologii pracy.
Przedmiotem badań zawodoznawstwa są:
- podział pracy (historyczny i aktualny)
- pojęcie zawodu, jego ewolucja w ciągu wieków
- opis poszczególnych zawodów
  - charakterystyka zawodów
- kwalifikacje zawodowe
  - standardy kwalifikacji zawodowych
- kompetencje zawodowe
- klasyfikacje zawodów (historyczne i aktualne)
- proces rozwoju zawodów
- proces zanikania zawodów
- dokumentacja pracy
- stanowisko i warunki pracy w poszczególnych zawodach

Zawodoznawstwo dotyczy także definiowania celów zawodowych poszczególnych zawodów oraz określania treści zadań dla nich charakterystycznych.